# Aleksandar Vulin
Aleksandar Vulin, cyr. Александар Вулин (ur. 2 października 1972 w Nowym Sadzie) – serbski polityk, deputowany, minister oraz wicepremier.

## Życiorys
Ukończył szkołę średnią w miejscowości Sremski Karlovci, następnie studia na Wydziale Prawa Uniwersytetu w Nowym Sadzie. Zajął się działalnością dziennikarską i publicystyczną. Został działaczem komunistycznego ugrupowania SK-PJ. Współtworzył następnie komunizującą Jugosłowiańską Lewicę, był m.in. rzecznikiem prasowym tego ugrupowania, członkiem władz krajowych i prezesem organizacji młodzieżowej. W 1998 zrezygnował z wszystkich stanowisk. W 2000 założył marginalną Partię Lewicy Demokratycznej, w 2002 dołączył z tym ugrupowaniem do Socjalistycznej Partii Serbii, którą opuścił w 2006. W 2008 stanął na czele Ruchu Socjalistycznego, wprowadził tę partię do koalicji skupionej wokół Serbskiej Partii Postępowej. W 2012 uzyskał mandat posła do Zgromadzenia Narodowego. Został powołany na dyrektora biura rządu ds. Kosowa i Metochii.
W 2013 nominowany na stanowisko ministra bez teki ds. Kosowa i Metochii w rządzie Ivicy Dačicia. W 2014 ponownie uzyskał mandat deputowanego. W kwietniu tego samego roku w nowo powołanym rządzie Aleksandara Vučicia został ministrem pracy, zatrudnienia, spraw społecznych i weteranów. W sierpniu 2016 pozostał na tym urzędzie również w drugim gabinecie dotychczasowego premiera. W czerwcu 2017 przeszedł na stanowisko ministra obrony w nowym rządzie Any Brnabić. W utworzonym w październiku 2020 drugim gabinecie dotychczasowej premier został natomiast ministrem spraw wewnętrznych. Urząd ten sprawował do października 2022.
Z kierowania PS zrezygnował w związku z objęciem w grudniu 2022 funkcji dyrektora Agencji Bezpieczeństwa i Informacji (BIA). W lipcu 2023 został objęty sankcjami nałożonymi przez Departament Skarbu Stanów Zjednoczonych, które uzasadniano korupcyjnymi działaniami wspierającymi rosyjską aktywność w Serbii. W listopadzie 2023 polityk zrezygnował z kierowania BIA. W maju 2024 powołany na urząd wicepremiera w rządzie Miloša Vučevicia, który sprawował do kwietnia 2025.